# Talamus

Talamusul este cel marcat cu roşu

Talamusul este o parte a diencefalului, format din substanță cenușie, având mai multe roluri: stație de releu pentru sensibilitățile specifice și existența neuronilor de asociatie, care formează legături cu măduva spinării, trunchiul cerebral și emisferele cerebrale.